# Gobierno provisional siberiano
El Gobierno provisional siberiano fue un efímero Gobierno antibolchevique formado durante la guerra civil rusa, en el verano de 1918 en Omsk. Oficialmente unido al Komuch en el Directorio de Omsk creado en septiembre, fue la base de la posterior dictadura de Aleksandr Kolchak.

## Antecedentes
El Gobierno provisional siberiano fue uno de los muchos órganos que surgieron en Siberia a comienzos de la guerra civil arrogándose autoridad gubernamental.

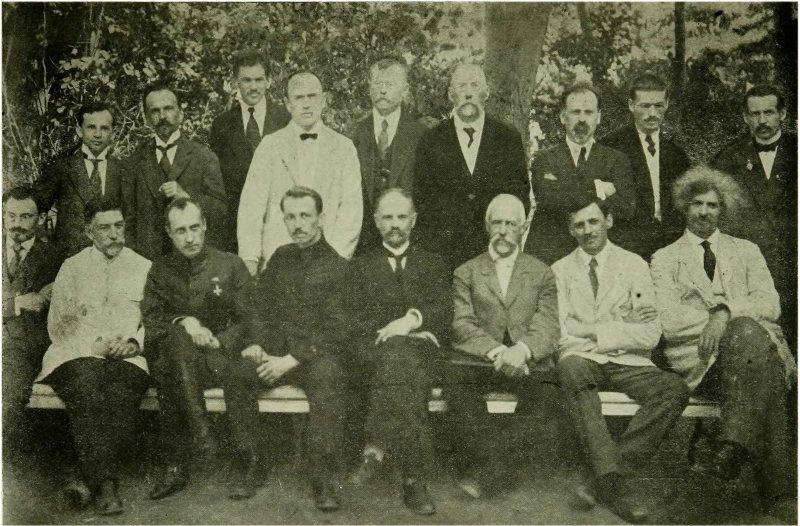
El Gobierno Provisional Siberiano el, pocos días después de su formación. En el centro el presidente del Gobierno, Piotr Vologodski.

En diciembre de 1917, un congreso extraordinario regional, dominado por los socialistas moderados, había declarado su apoyo a la Asamblea Constituyente Rusa y su oposición a la Revolución de Octubre. Al mes siguiente, se reunió en Tomsk una Duma regional (conocida como siboblduma) elegida sin la participación de la población burguesa. La asamblea fue disuelta fácilmente por los bolcheviques (8 de febrero de 1918) y se formó un comité de una veintena de miembros de la misma que eligió un Gobierno interino que debía durar hasta que pudiese volverse a reunir la duma regional y la asamblea constituyente.
La comisaría de Siberia Occidental, compuesta por socialrrevolucionarios, se creó a comienzos de junio de 1918 y, a finales de mes, con la reaparición de los miembros del Gobierno elegido por la sesión de la duma, cedió su autoridad a estos, a pesar de las diferencias ideológicas entre los dos grupos. El GPS se creó el 30 de junio para sustituir a la comisaría, por parte de elementos más conservadores que esta y con el apoyo del nuevo ejército siberiano que entonces se estaba formando. Pronto los elementos socialrevolucionarios del Gobierno lo abandonaron y este quedó controlado por la fracción más conservadora.

## El Gobierno y la duma
El Gobierno, encabezado por el nervioso, débil e influenciable P. V. Vologodski, era marcadamente menos revolucionario que el del vecino Komuch o que la composición de la duma y aprobó inmediatamente una serie de medidas que lo confirmaron: la abolición de la legislación aprobada por los soviéticos, la privatización de las industrias nacionalizadas, el fin del monopolio del grano o de los precios fijos y la devolución de la tierra a sus antiguos propietarios hasta la decisión final sobre la misma de la futura asamblea constituyente. Además, se restauró la pena de muerte y se formaron unos tribunales itinerantes de origen zarista. La diferencia ideológica entre el Gobierno y la duma ante la que era teóricamente responsable llevó pronto a desacuerdos y tensiones crecientes. Vologodski, con el apoyo del Ejército, logró la suspensión de la actividad de la duma hasta septiembre, bajo amenaza de disolverla por la fuerza.
El 4 de julio de 1918, ante las desavenencias cada vez más numerosas entre el GPS y el Komuch, Vologodski proclamó la autonomía siberiana, para no reconocer a este como Gobierno de toda Rusia. Surgió una guerra comercial entre ambas autoridades y el Komuch no recibió apoyo alguno en su lucha contra los soviéticos.

## Gobierno y relaciones con el Komuch
El 4 de julio, el GPS proclamó la creación de una «Siberia libre de los Urales al océano» a la vez que restauraba los latifundios hasta la futura convocatoria de la asamblea constituyente. Durante julio y agosto, el GPS mantuvo conversaciones con otras autoridades de la región para aunar sus esfuerzos contra el Gobierno soviético de Moscú, sin éxito ante las desavenencias entre ellas. Las relaciones entre las fuerzas del Komuch y las del GPS eran tensas.
Como el Komuch sostenía el frente contra los soviéticos, el GPS pudo reunir fuerzas sin haber de enfrentarse con estos. El GPS se negó a enviar sus tropas al frente y compitió en el reclutamiento de antiguos oficiales con el Komuch. Ambos Gobiernos se disputaban además el control de los Urales.
Las diferencias entre el proyecto socialrevolucionario del Komuch y el más conservador del GPS llevaron al conflicto entre los dos organismos. La negociación entre ambos se debió no a la iniciativa de ninguno de ellos, sino a presiones externas de los Aliados, la Legión Checoslovaca y la Unión por la Regeneración de Rusia, una coalición de políticos de diversas formaciones. Los intentos de arreglo en Cheliábinsk de mediados de julio fracasaron ante las suspicacias mutuas. La segunda reunión a finales de agosto en la misma localidad tampoco dio fruto.
A comienzos de septiembre y antes de la celebración de la conferencia de Ufá, la tercera para intentar reunir a las diversas autoridades antibolcheviques en un Gobierno unido, Vologodski partió al Lejano Oriente ruso para lograr la disolución del Gobierno Provisional de la Siberia Autónoma encabezado por P. Derber y el reconocimiento de su autoridad por parte del general Horvat, administrador del ferrocarril transmanchuriano.
Solo a finales de septiembre y ante los reveses en el frente se formó el Directorio de Omsk, que unificaba teóricamente a gran número de los Gobiernos antibolcheviques de la región, aunque sin definir de forma clara ante quién debía responder el nuevo órgano o si era la autoridad política suprema.

## El GPS y el Directorio
Durante la conferencia de Ufá de mediados de septiembre, la duma trató de aprovechar la ausencia del Gobierno para reforzar su autoridad y varios ministros de izquierda, que habían sido obligados a renunciar a sus cargos, exigieron volver a ser nombrados. El 21 de septiembre, como parte de la disputa permanente entre la sibobduma y el GPS, varios ministros socialrevolucionarios fueron arrestados, acusados de conspirar contra el Gobierno, se obligó a punta de pistola a dos de ellos a renunciar a sus carteras y a abandonar Omsk mientras que un tercero, Novoselov, fue asesinado a las afueras de la capital. Los conservadores y el Ejército estorbaron la investigación posterior. Dos días más tarde, habiéndose deshecho de sus colegas más progresistas, los conservadores ordenaron la disolución de la sibobduma, que reaccionó disolviendo a su vez la «Junta Administrativa», organismo oficioso que agrupaba a los más poderosos conservadores en torno al ministro Mihailov. Llamó además en su ayuda a la Legión Checoslovaca, que contaba con tres mil hombres bien armados en las cercanías de la capital; los legionarios liberaron a los diputados ya arrestados y trataron en vano de capturar a Mihailov y a otro destacado conservador. La acción de la Legión le ganó la hostilidad de los elementos conservadores que más tarde formaron el Gobierno de Aleksandr Kolchak.
Con el directorio instalado en Omsk a comienzos de octubre, sin control administrativo ni de las fuerzas armadas, el GPS pudo imponer su mayoría en el nuevo Consejo de Ministros. Gracias al control de las fuerzas armadas y a pesar del revés sufrido en septiembre a manos de los checoslovacos, el GPS impuso una serie de medidas políticas al Directorio para aceptar su teórica disolución.
En la capital se respiraba un ambiente cada vez más reaccionario, con grupos terroristas favorables a la restauración monárquica y dedicados a asesinar a todos los diputados socialrevolucionarios de la asamblea constituyente que pudieron de entre los que acudieron a Omsk. El objetivo era evitar la reunión del cuórum de diputados que podría a la vez reconstituir la asamblea y sostener al Directorio. En octubre la ciudad se volvió peligrosa para los socialrevolucionarios; varios de ellos fueron asesinados y lanzados al río que atraviesa la localidad.
El 3 de noviembre, el GPS aceptó disolverse formalmente y exigió a la vez la desaparición del resto de entes gubernamentales que habían aceptado la autoridad del Directorio, pero solo después de haberse asegurado de que ninguno de los nuevos ministros del Directorio proviniese del Komuch, de haber forzado la aceptación de Mijailov como ministro a pesar de la reticencia de los directores socialrevolucionarios, y de haber transferido a siete de los catorce ministros del GPS al nuevo Consejo de Ministros del Directorio. Exigió además la disolución de la sibobduma, objetivo de los conservadores durante largo tiempo; esto concentró toda la autoridad política en la capital, lo que facilitó el golpe de Estado que llevó al poder a Kolchak y acabó con el Directorio menos de dos semanas más tarde, el 18 de noviembre.